# Burg Wittelsbach
Die Burg Wittelsbach war eine Burganlage in Oberwittelsbach, heute einem Stadtteil von Aichach im Landkreis Aichach-Friedberg im heutigen Bayerisch-Schwaben.
Die ursprüngliche Veste wurde bereits um 1000 urkundlich erwähnt. Im Jahre 1119 zog der Scheyerner Graf Otto V. von Scheyern von der Burg Scheyern in die neue Burg Wittelsbach. Der Burgname „Witilinesbach“ erscheint jedoch bereits 1115 in einer Urkunde König Heinrichs V. als Herkunftsort des Grafen Otto IV. Seit 1120 nannten sich die Grafen von Scheyern Pfalzgrafen von Wittelsbach. Daher gilt die Burg als Stammsitz der Wittelsbacher.
Im Jahr 1209 wurde die Burg zerstört und nicht wieder aufgebaut. An der Stelle der Burg wurde eine Kirche errichtet. Die angrenzende Ortschaft Oberwittelsbach war bis 1978 selbständig.
Auf dem Burghügel in Oberwittelsbach erinnern die Marienkirche über Mauerresten der Burg, das neugotische Nationaldenkmal und ein Erinnerungsstein an die Burg Wittelsbach.
Im Andenken an die Burg wird der betreffende Teil des Landkreises Aichach-Friedberg als Wittelsbacher Land bezeichnet.

## Geschichte
Die erste Wehranlage (ca. 35 × 45 Meter) auf dem östlichen Sporn des Burghügels wurde nur durch einen Abschnittswall unbekannter Zeitstellung gesichert, dem sicherlich ein Graben vorgelagert war. Im Hochmittelalter errichtete man auf der Wallkrone eine Schildmauer und verbreiterte den Halsgraben. Dieser Graben endete ungefähr an der Westmauer der späteren „Sühnekirche“. Gleichzeitig entstand eine steinerne Ringmauer um die Hauptburg.
Als die Grafen von Scheyern die Burg Anfang des 12. Jahrhunderts übernahmen, wurde der alte Halsgraben zugeschüttet. Auch die Schildmauer verschwand, die Ringmauer wurde verstärkt, teilweise erneuert und nach Westen erweitert. Die neue Kernburg hatte ungefähr die doppelte Ausdehnung der alten Wehranlage. Im Vorfeld legte man zwei geräumige Vorburgen an. Der Halsgraben dieser Burg ist noch erhalten.
Der Name der Burg soll auf einen Dienstmann Vitilo bzw. Vitilis der Grafen von Scheyern zurückgehen. Dieser Ministeriale diente den Grafen angeblich auf den Burgen Wartenberg bei Erding und der neuen Burg bei Aichach als Burghauptmann. Die Pfalzgrafen und späteren Herzöge von Bayern könnten sich also nach einem ihrer Vasallen benannt haben. Tatsächlich erscheint um 1110 ein Vitilo von Aichach als Burghauptmann in einer Schriftquelle. Allerdings ist diese Deutung eher unwahrscheinlich. Erstens wegen der zeitlichen Zuordnung und zweitens, weil der Ort sonst heute etwa „Wittelsburg“ heißen würde.
Der Ort „Wittelsbach“ ist aber mindestens so alt wie die dort bereits um das Jahr 1000 bestehende Burg. Sein Name (ebenso wie die alte Form „Vitelinesbac“) leitet sich eher ab vom lateinischen vitellus (adjektivisch: vitellinus) und bedeutet damit so viel wie „Kälberbach“, in Analogie zum nahegelegenen Ort „Kühbach“, der auch älter ist als das dort erst 1011 gegründete Kloster. Auch die Namen anderer Orte in der näheren Umgebung leiten sich von Tiernamen ab. So z. B. Bernbach (Bärenbach), Sainbach (Säuenbach), Gallenbach (gallina = Huhn), Áresing (aries = Widder), Wöresbach (verres = Eber) etc.
Diese Veste der Wittelsbacher wurde im Jahre 1209 durch Schleifung zerstört als Reaktion auf die Ermordung des römisch-deutschen Stauferkönigs Philipp von Schwaben durch den bayerischen Pfalzgrafen Otto VIII. von Wittelsbach am 21. Juni 1208 in Bamberg. Die archäologischen Grabungen der Jahre 1978 bis 1980 ergaben hierfür aber keine eindeutigen Nachweise. Die Ruinen wurden offensichtlich eher langsam zur Gewinnung von Baumaterial abgetragen. Brandschutt konnte nicht gefunden werden, die Burg wurde wohl nur geräumt und verlassen. Daran beteiligt war Ottos Cousin, der bayerische Herzog Ludwig I. der Kelheimer, selbst dem Hause Wittelsbach entstammend, der auf der Seite der Staufer stand.

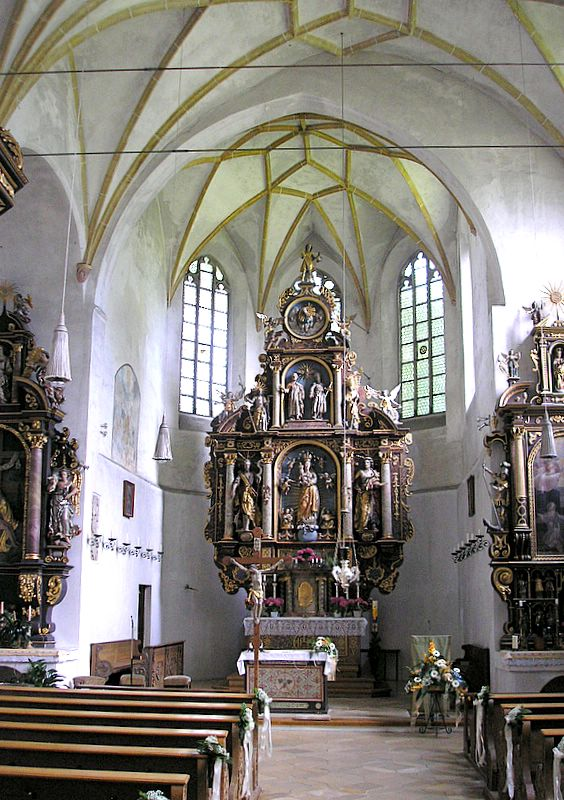
Blick in den Chor der Burgkirche

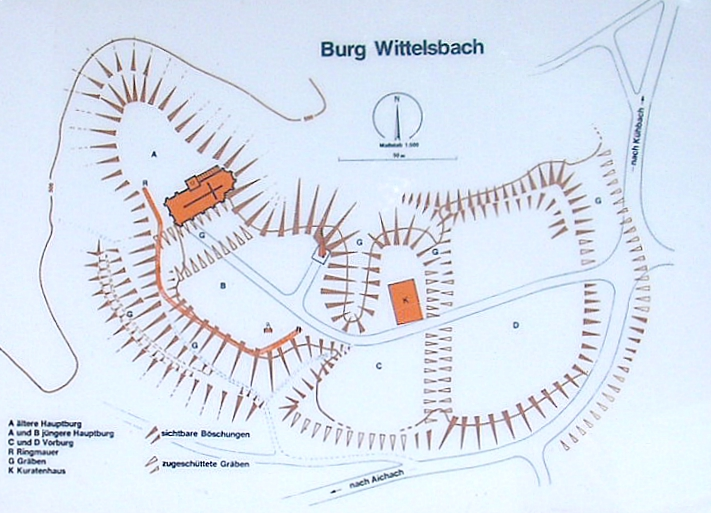
Geländeplan (Infotafel an der Kirche)

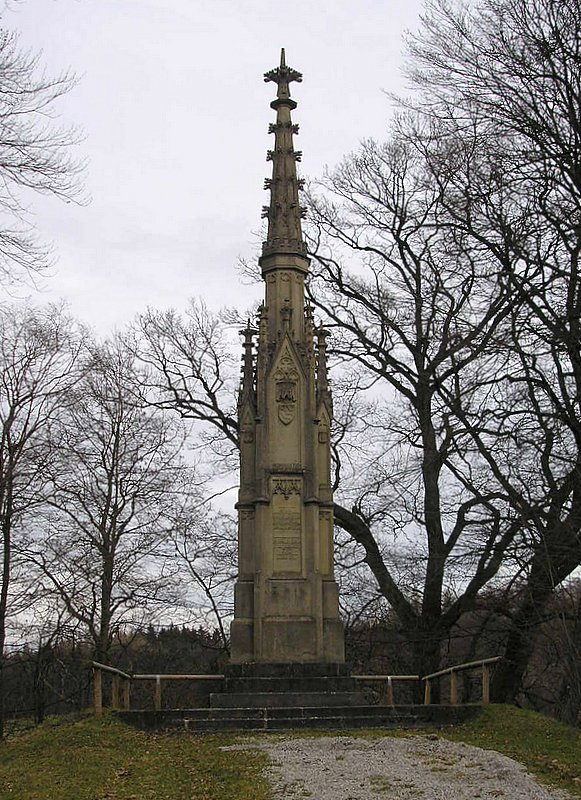
Das neugotische „Nationaldenkmal“ über dem inneren Halsgraben

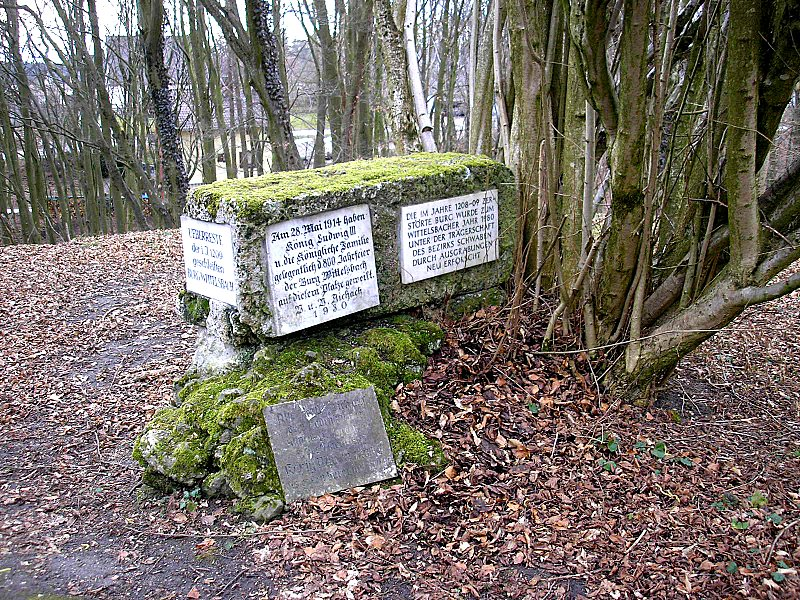
Gedenkstein im Westen der Hauptburg

Nach der Auflassung der Burg diente das Gelände kirchlichen Zwecken. Ob hier ein Zusammenhang mit der ehemaligen Burgkapelle besteht, ist völlig spekulativ. Es fehlen jegliche schriftliche und mündliche Überlieferungen über die Anfänge dieser Umnutzung.
Im 15. Jahrhundert entstand die erhaltene spätgotische Katholische Filialkirche Maria vom Siege auf dem Burgplatz. Der Überlieferung nach soll es sich hierbei um eine „Sühnekirche“ der Wittelsbacher (Ludwig der Kelheimer) zur Wiedergutmachung der Bamberger Bluttat handeln. Allerdings finden sich hierzu keine Hinweise in den Quellen.
Wohl ab dem 16. Jahrhundert siedelten sich einige Kleinbauern und Söldner auf dem Burggelände an. Die bescheidenen Anwesen wurden im 19. Jahrhundert beseitigt, um das neugotische „Wittelsbacher-Nationaldenkmal“ errichten zu können. Das Denkmal wurde am 25. August 1834 vor den Augen hunderter Zuschauer eingeweiht. Insgesamt sollen sich in und um Aichach über zwanzigtausend Festbesucher aufgehalten haben, darunter 1.000 berittene Bauern. Der Regent Ludwig I. ließ sich allerdings durch den Regierungspräsidenten Franz Arnold Ritter von Linck vertreten. Als Stammsitz des Königshauses entwickelte sich Oberwittelsbach zum beliebten Ausflugsziel, das auf zahlreichen Stichen und Lithographien dargestellt wurde.
Am 9. September 1857 besuchte mit König Max II. erstmals wieder ein Wittelsbacher das Gelände der Stammburg seiner Ahnen.
Im Zuge der Vorbereitungen der Ausstellung „Wittelsbach und Bayern“ begannen die Planungen einer archäologischen Grabung auf dem Burggelände, die von 1978 bis 1980 unter der Trägerschaft des Bezirkes Schwaben durchgeführt wurde. Anschließend mauerte man einige Fundamente über das Bodenniveau auf. Die heute sichtbaren Mauerzüge sind auf diese Arbeiten zurückzuführen.

## Beschreibung
Etwa 150 Meter nordöstlich der Kernburg liegt die kleine Turmhügelburg Klingenberg auf einer Geländerippe, deren Funktion und genaue Zeitstellung unklar ist. Die beiden Burgplätze werden durch ein Bachtal getrennt.
Die Burg der Wittelsbacher bestand aus der länglichen Kernburg im Osten und den beiden Vorburgen im Westen. Wall und Graben (nördlicher Auslauf erhalten) der inneren Vorburg sind größtenteils planiert und überbaut (Landwirtschaftliche Anwesen, neugotisches Benefiziatenhaus), die Erdwerke der äußeren Vorburg besonders im Bereich des Spielplatzes noch gut zu verfolgen. Die Straße nach Aichach verläuft im ehemaligen Grabenbereich.
Hinter dem zugeschütteten Graben der ersten Burg erhebt sich die spätgotische Burgkirche, ein einschiffiger Backsteinbau mit Satteldachturm und eingezogenem Chor. Die Westfassade wurde im 19. Jahrhundert verändert, auch die Maßwerke stammen aus dieser Zeit. Die seitlich und östlich sichtbaren Mauerzüge sind Aufmauerungen der 1980er Jahre.
Über dem nördlichen Auslauf des Halsgrabens steht seit 1834 das „Wittelsbacher-Nationaldenkmal“. Das hohe neugotische Fialentürmchen geht auf einen Entwurf Joseph Daniel Ohlmüllers zurück. Das Bauwerk wurde als partikularstaatliches Denkmal für die bayerische Nation errichtet und sollte in diesem Zusammenhang die Rolle des Hauses Wittelsbach würdigen, das seit Jahrhunderten die Herrscher von Bayern stellte. Die Widmungsinschrift lautet „Seinem tausendjährigen Regentenstamme das treue Bayern.“
Der Grundriss der Gesamtanlage verläuft bogenförmig. Die Hänge der Kernburg fallen etwa 20 Meter steil ins Tal. Im Süden sind hier zwei Hanggräben vorgelagert, die man eigentlich eher dem frühmittelalterlichen Burgenbau zuordnen würde. Michael Weithmann sah deshalb einen möglichen Zusammenhang mit einer Ungarnschutzburg des 10. Jahrhunderts. Derartige Schutzburgen und Truppensammelplätze haben sich im Augsburger Umland in ungewöhnlich hoher Konzentration erhalten. Nur einige Kilometer entfernt liegt bei Aichach-Ecknach ein sehr weitläufiges Bodendenkmal dieses Typs (Schwedenschanze bei Nisselsbach) im Blumenthaler Holz. Frühmittelalterliche Befestigungskonzepte wurden allerdings noch bis ins frühe Hochmittelalter verwendet. Die meisten Forscher datieren die Anlage der Burg nicht vor das Jahr 1000.
Weithmann interpretierte die Burg Wittelsbach bereits 1984/85 in seinem „Inventar der Burgen Oberbayerns“ als mögliche größere Ungarnschutzburg. Die versteckte Lage und die typologischen Merkmale lassen diese Deutung durchaus plausibel erscheinen. Im Umfeld der großen Ungarnwälle im Bistum Augsburg wurden im Hochmittelalter jeweils Turmhügelburgen bzw. Ansitze errichtet (Haldenburg, Ringwall Buschelberg, Schanze Wagesenberg). Auch unmittelbar neben der Burg Wittelsbach liegt mit dem Klingenberg (Klingsberg) ein solcher Burgsitz. Eine ungarnzeitliche Zeitstellung des Bodendenkmales bleibt jedoch weiterhin spekulativ. Die Pfalzgrafen scheinen allerdings bevorzugt frühmittelalterliche Burgplätze reaktiviert zu haben. Auf solche älteren Vorgängerburgen könnten auch die ungewöhnlich tiefen Grabensysteme der Burgen Sand und Friedberg hindeuten.
Die Burg war insgesamt ungefähr 200 Meter lang (Kernburg etwa 115 Meter) und im Vorburgbereich 90 Meter breit.
Bei den Ausgrabungen kam im Bereich des ersten Halsgrabens vor der Kirche ein runder Zisternenschacht aus Backsteinen zum Vorschein, dessen Boden mit Teilen mehrerer Mahlsteine ausgelegt war. Der zugehörige Sickerschacht war mit Steinschutt gefüllt. Kurz vor der Aufgabe der Burg dürfte die Zisterne als Abfallgrube benutzt worden sein. Offenbar hatte sie ihren eigentlichen Zweck der Wassergewinnung nur unzureichend erfüllt. Die Sohle des Schöpfschachtes (Breite etwa 2 Meter) liegt ungefähr 6 Meter unter dem heutigen Bodenniveau.
Die Ringmauer bestand aus Sandsteinbrocken, die wohl aus ehemaligen örtlichen Vorkommen stammen, die zum Burgenbau vollständig abgebaut wurden. Die Mauer war etwa 1,50 Meter breit, die freigelegten Steinlagen bis zu 1,70 Meter hoch. Im Bereich eines älteren Grabens sind noch 20 Steinlagen bis zur Höhe von 3,20 Meter vorhanden. Nach Beendigung der Grabungsarbeiten wurden die Grabungsschnitte wieder verfüllt.